# Spongia frutescens
Spongia frutescens är en svampdjursart som beskrevs av Gunnerus 1768. Spongia frutescens ingår i släktet Spongia och familjen Spongiidae.
Artens utbredningsområde är Norge. Inga underarter finns listade i Catalogue of Life.